# 旅順刑務所
座標: 北緯38度49分29.7秒 東経121度15分52.3秒 / 北緯38.824917度 東経121.264528度

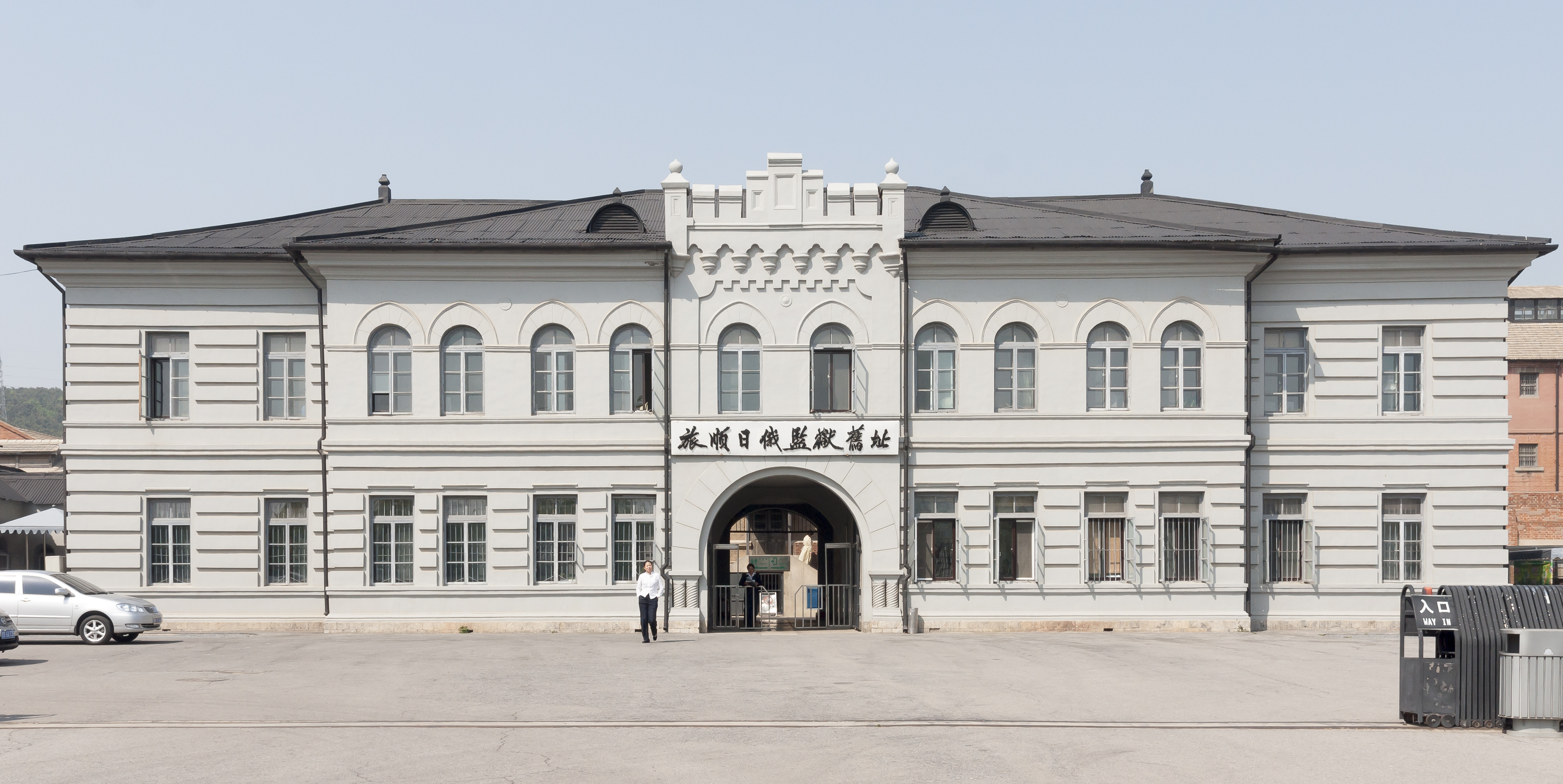
旅順刑務所のゲート

旅順刑務所（りょじゅんけいむしょ）は、現在の遼寧省大連市旅順口区の市街地北部に位置していた刑務所。1902年にロシア帝国が建設し、1907年に大日本帝国が拡張して「関東都督府監獄署」と呼ばれた後、1920年に「関東庁監獄」、1934年に「関東刑務所」、1939年に「旅順刑務所」と呼ばれた。
1945年ソ連軍が旅順に入った後解体されたが、1971年7月に再建され、「旅順日露監獄旧址（旅顺日俄监狱旧址）」として陳列館となった。1988年、中華人民共和国全国重点文物保護単位（第三批）とされる。
刑務所は主にその時代における満州と朝鮮の反日人物の他、ソ連やエジプト、日本国内の反戦的な人物も拘束されていた。中国側主張によれば、1906年から1936年間に累計2万人余りが拘束され、1942年から1945年8月の間には約700名が殺害されたとしている。
ここに収監された人々の中でよく知られているのは、伊藤博文をハルビン駅頭で暗殺した朝鮮人の安重根などである。

## 現在は博物館
現在は「旅順日露監獄旧跡博物館」と呼ばれていて、一般に公開されている。

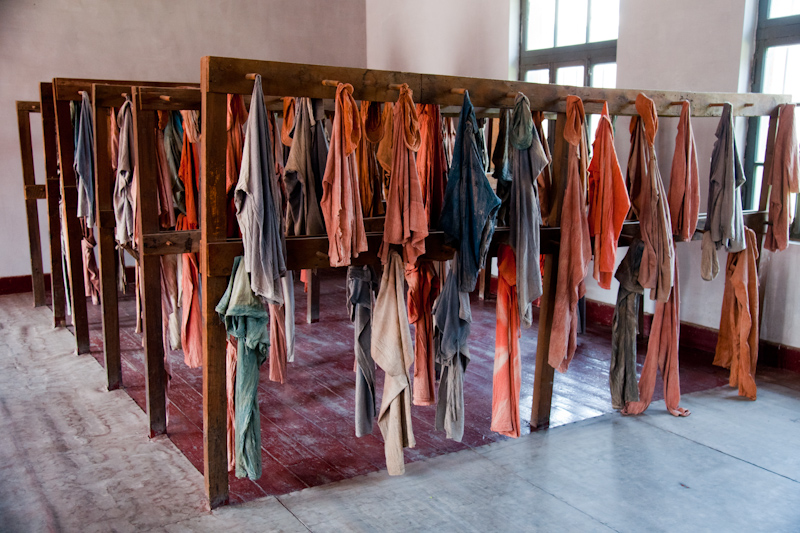
囚人服
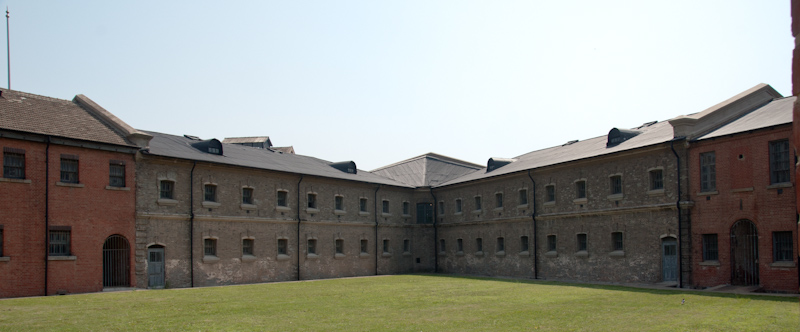
独房棟の周囲
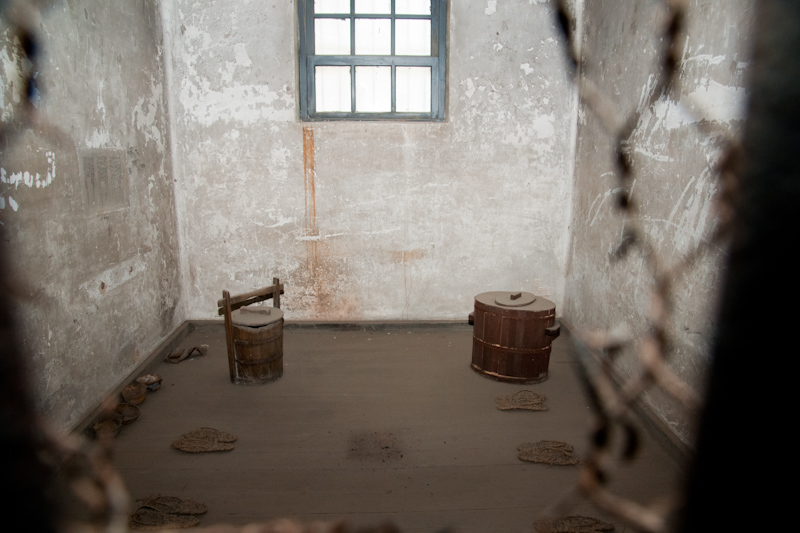
最大10人が入る牢房
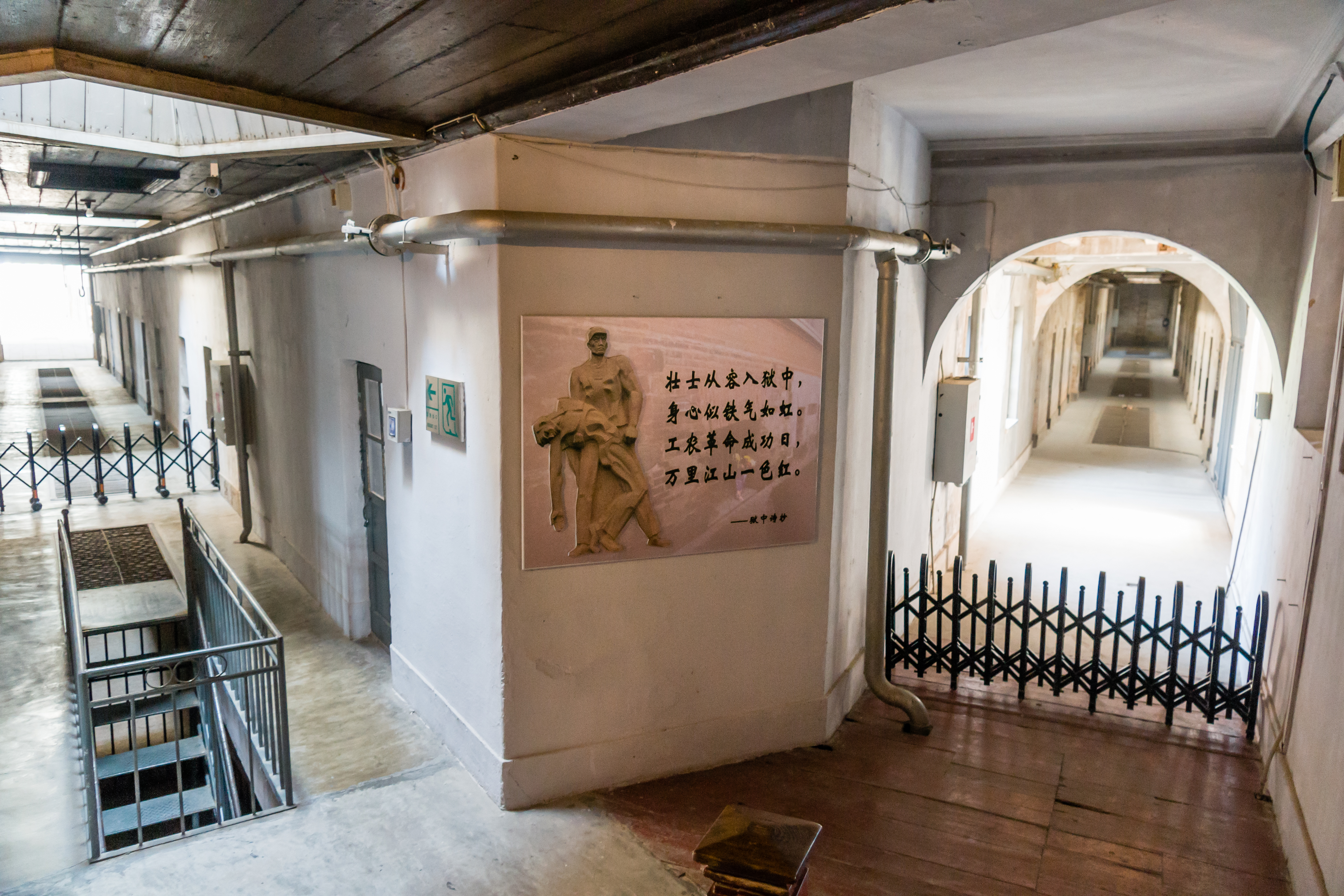
複数の牢房を同時に監視するための高台
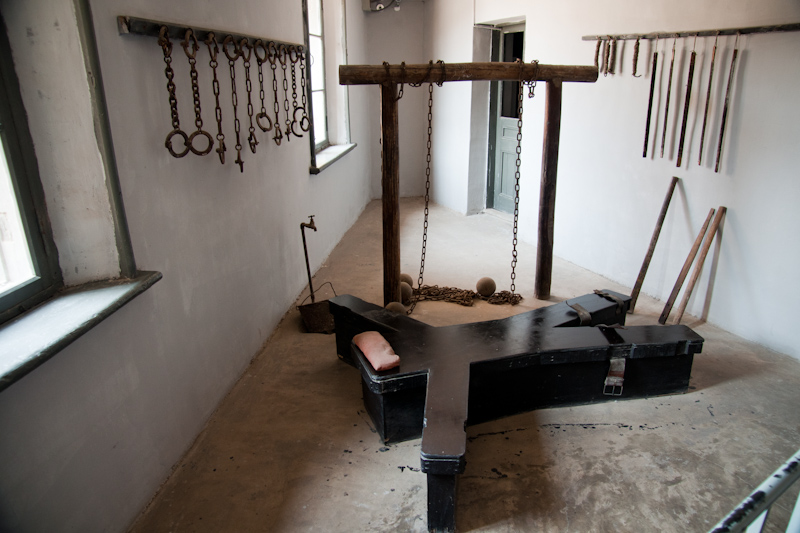
拷問部屋
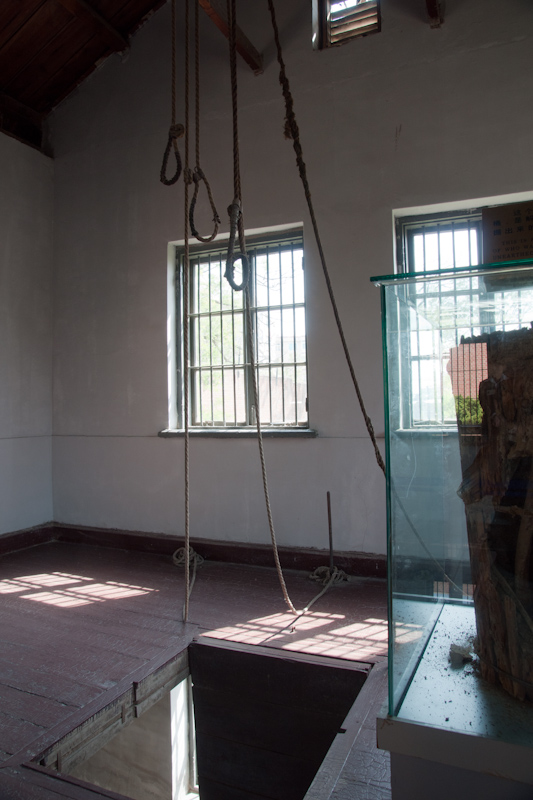
処刑室
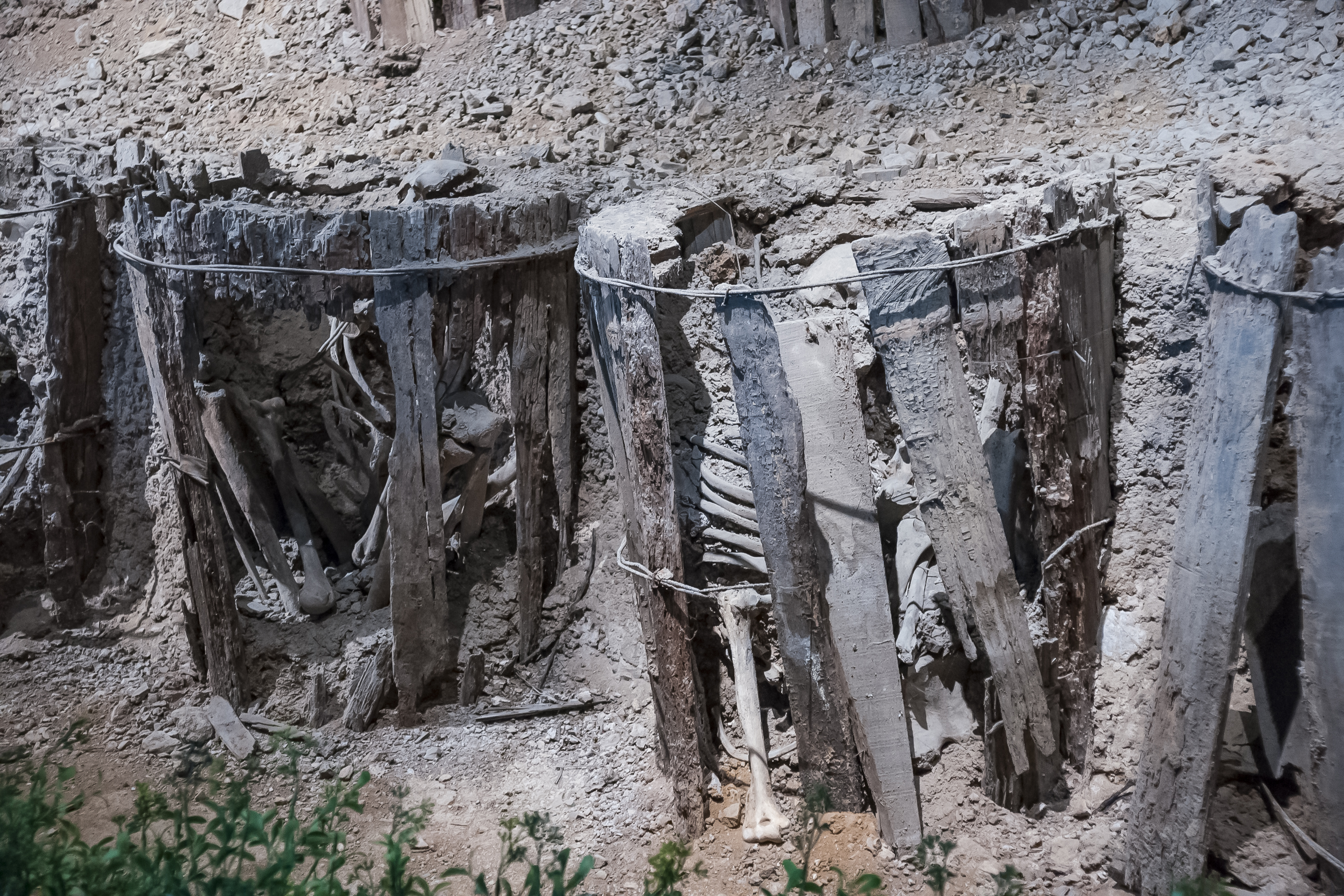
土葬の跡
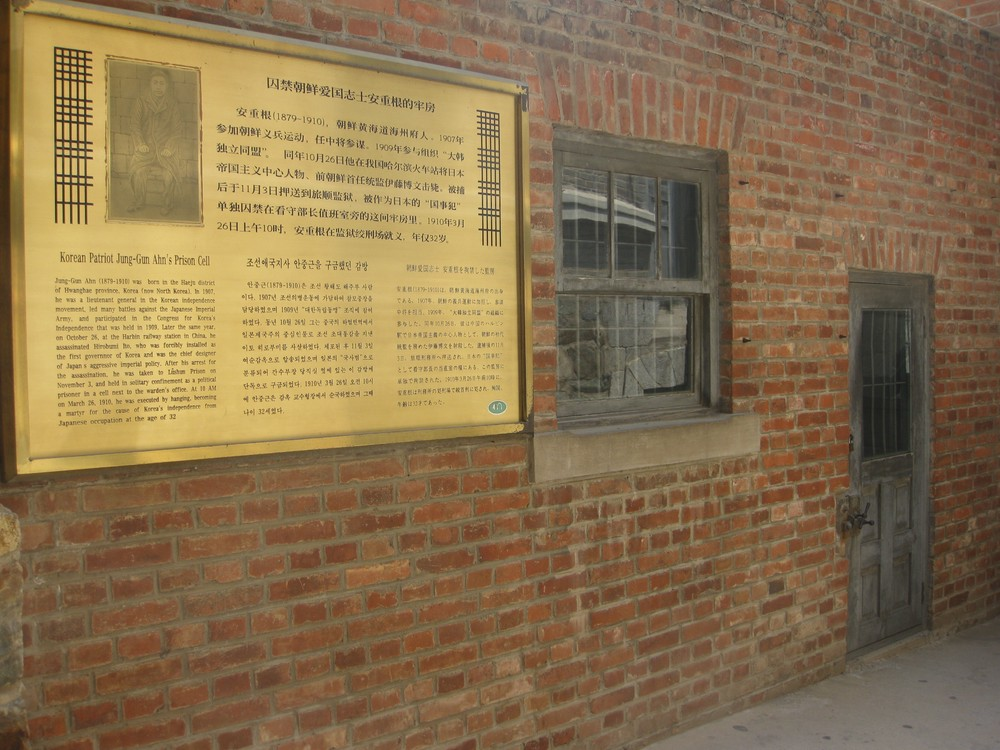
安重根の牢房
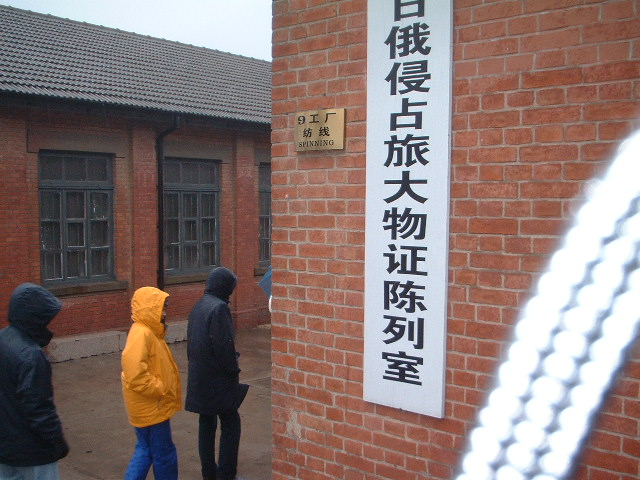
構内の「陳列館」建物
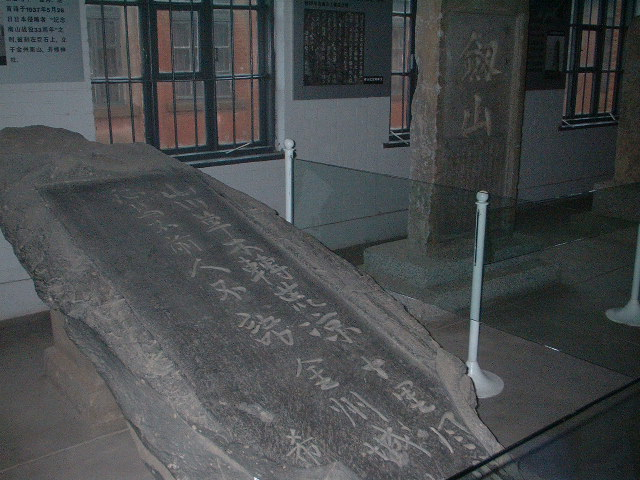
「陳列館」にある乃木希典の有名な漢詩の石碑

注：構内の「陳列館」建物には、日本領有時代に建てられた石碑の大部分が収納されている。